# Charles-Olivier de Penne
Charles-Olivier de Penne né le 11 janvier 1831 à Paris et mort le 18 avril 1897 à Marlotte est un peintre et illustrateur français.
Peintre d'histoire, mais principalement connu pour ses scènes de chasse et ses représentations animalières, il est rattaché à l'école de Barbizon. 

## Biographie
Charles-Olivier de Penne admis à l'école des beaux-arts de Paris en 1849 est élève de Léon Cogniet et de Charles Jacque.
Pour l'Exposition universelle de 1855, il expose Dans deux mille ans, un tableau qui est remarqué.
Il obtient un second grand prix de Rome en 1857 pour sa toile Jésus et la Samaritaine. Il débute au Salon de 1857 et est récompensé par une médaille de bronze en 1872. Il expose ensuite au Salon des artistes français en 1881 et 1882, et reçoit une médaille d'argent en 1883 ainsi qu'à l'Exposition universelle de 1889.

## Collections publiques
Belgique
- Liége[Où ?] : Chiens courants.

Canada
- Montréal[Où ?] : Chiens basset.

France

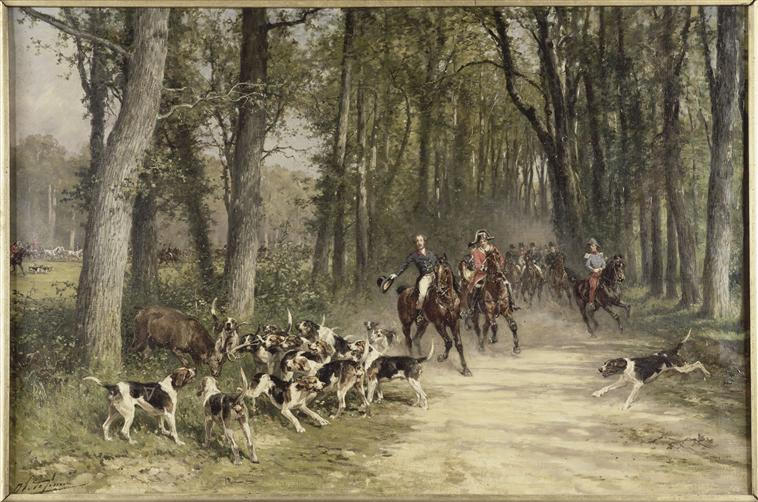
Le Duc d'Orléans, chassant à courre au Bosquet de Sylvie en 1841 (1886), Chantilly, musée Condé.

- Agen, musée des Beaux-Arts : Chiens, huile sur toile.
- Chantilly, musée Condé :
  - Le Duc d'Orléans, chassant à courre au Bosquet de Sylvie en 1841, 1886[5] ;
  - Hallali du cerf dans l'étang de Sylvie[5].
- Gien, musée international de la Chasse : Relais des six chiens, huile sur bois.
- Paris, École nationale supérieure des beaux-arts :
  - Des bûcherons abattent un vieux châtaigniers, 1853, dessin ;
  - Orme, des bergers place le prix de la joute…, 1854, dessin ;
  - Lycidas et Méris, 1854, dessin ;
  - Un platane, Mercure endormant Argus, 1857, dessin  ;
  - Jésus et la Samaritaine, 1857, dessin ;
  - Le berger Phorbas sauve Œdipe enfant, 1856, huile sur toile.
- Rennes, musée des Beaux-Arts : Chiens au repos[5].
- Senlis, musée de la Vénerie : Relais de chiens[5].

## Illustrations
- Bénédicte Pradier-Ottinger, Claude d'Anthenaise, Traité de Vénerie.

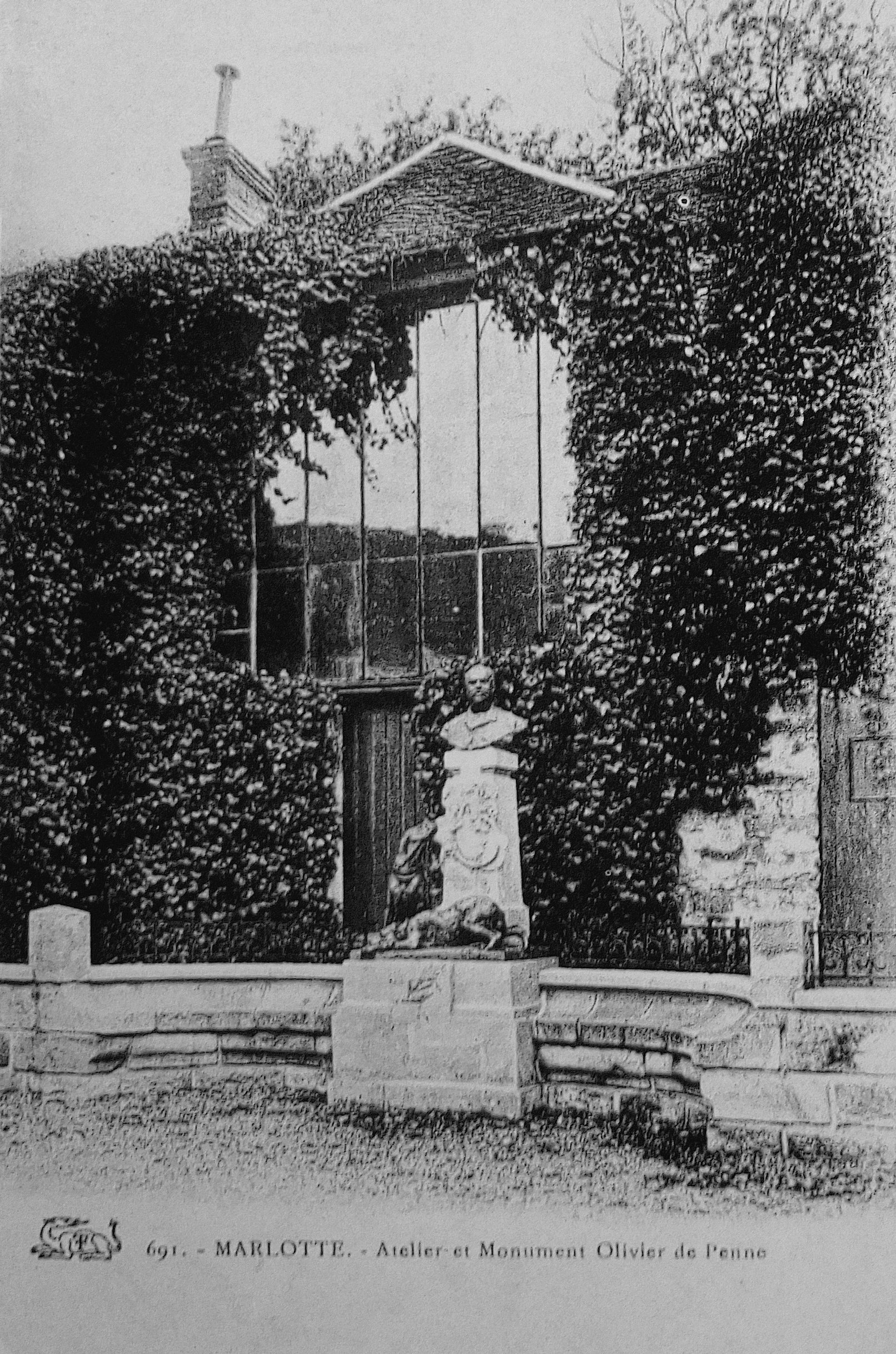
Arthur Le Duc, Monument à Charles-Olivier de Penne (1903) devant l'atelier de l'artiste à Bourron-Marlotte.

## Expositions
- Société d'aquarellistes français, Paris.
- Exposition universelle de 1889.
- Société des amis des arts d'Orléans.
- La chasse et les chiens dans l'art du XIXe siècle, musée international de la chasse, château-musée de Gien, 16 juin-30 septembre 2001.

## Hommage
- Un monument lui est élevé en 1903 par Arthur Le Duc dans la commune de Bourron-Marlotte en face de son domicile, rue du Général Leclerc[6].